# Дебелоклюн папагал
Дебелоклюният папагал (Rhynchopsitta pachyrhyncha) е вид птица от семейство Папагалови (Psittacidae), единствен представител на род Дебелоклюни ари (Rhynchopsitta). Видът е застрашен от изчезване.

## Разпространение и местообитание
Разпространен е в Мексико.